# Swan River Colony
Die Swan River Colony war eine britische Kolonie am Swan River in Western Australia, die sowohl der private Investor Thomas Peel als auch der Militär James Stirling auf dem Kontinent Australien aufbauen wollten. Der Name war pars pro toto für Western Australia, denn erst im Jahr 1832 wurde die Kolonie offiziell in Western Australia umbenannt, als James Stirling  verspätet zum ersten Gouverneur ernannt wurde. Dennoch war die Bezeichnung Swan River Colony noch über viele Jahre hinaus gebräuchlich.

## Europäische Entdeckung
Die ersten Europäer, die das Land bei Perth sichteten, waren vermutlich holländische Seeleute, denn der erste Europäer, der das Gebiet des Swan River erreichte, war der Holländer Frederick de Houtman am 19. Juli 1619 mit den Schiffen Dordrecht und Amsterdam.:32 Sein Bericht erwähnt, dass er die Küste von Western Australia am Breitengrad 32°20' ungefähr auf der Höhe von Rottnest Island oder etwas südlich davon erreichte. Er konnte wegen der schweren Brecher nicht landen und so segelte er, ohne weitere Untersuchungen, weiter in nördlicher Richtung.
Am 28. April 1656 sank die Vergulde Draeck (Vergoldeter Drache) auf dem Weg nach Batavia, dem heutigen Jakarta, 107 km nördlich des Swan River nahe Ledge Point. Das Schiff hatte 193 Mann an Bord, wovon sich nur 75 an die Küste retten konnten. Ein kleines Beiboot, das nicht mit dem Schiff unterging, segelte nach Batavia, um Hilfe zu holen, aber als das Rettungsschiff ankam, fand es keine Überlebenden. Das Schiffswrack wurde 1963 wiederentdeckt.
1658 kamen drei Schiffe, die unter anderem in der Region nach der vermissten Vergulde Draeck suchten. Die Waekende Boey mit Captain S. Volckertszoon, die Elburg mit Captain J. Peereboom und die Emeloort mit Captain A. Joncke  sichteten Rottnest Island, aber auch sie konnten dort wegen der zahlreichen Riffe nicht anlanden. Daraufhin segelten sie weiter Richtung Norden und entdeckten das Wrack, jedoch keine Überlebenden, und gaben ihren Auftrag wegen der gefährlichen Riffe in diesem Gebiet auf.

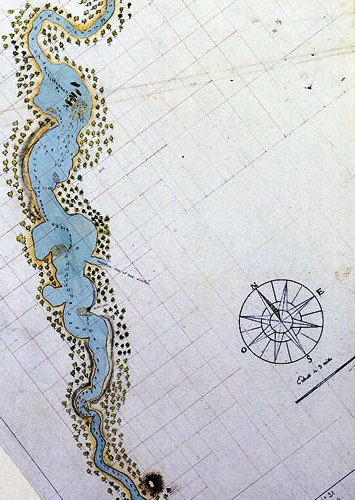
Erste Karte des Swan River, gezeichnet durch einen Franzosen in 1801

Der holländische Captain Willem de Vlamingh, der drei Schiffe kommandierte, die Geelvink, Nyptangh und Wezeltje, kam als nächster Europäer in dieses Gebiet. Er landete und benannte Rottnest Island am 29. Dezember 1696 und am 10. Januar 1697 entdeckte er einen Fluss, den er Swan River nannte. Seine Schiffe konnten nicht flussaufwärts segeln, da dies eine Sandbank vor der Mündung verhinderte. Deshalb schickte er ein Boot aus, das über die Sandbank geschleppt werden musste. Die Bootsmannschaft segelte durch den Wattschlick bis nach dem ehemaligen Watt, wo heute Heirisson Island ist. Sie sahen einige Aborigines, trafen sich aber nicht mit ihnen. Vlamingh war von dem Gebiet nicht beeindruckt und dies war sicherlich ein Grund dafür, dass daraufhin keine weitere holländische Expedition mehr in dieses Gebiet stattfand.
1801 kamen aus dem Süden auf der Baudin-Expedition die französischen Schiffe Geographe unter dem Kommando von Nicolas Baudin und die Naturaliste in das Gebiet der späteren Swan River Colony, die von Emmanuel Hamelin geführt wurde. Während die Geographe weiter nordwärts segelte, blieb die Naturaliste einige Wochen im Gebiet des Swan River. Eine kleine Expedition mit großen Beibooten drang über die Sandbank in den Swan River vor und erkundete ihn. Auch sie gaben eine unvorteilhafte Beschreibung über das Gebiet ab, dass es kein Potential für eine Besiedlung und zu viele nicht schiffbare Flüsse mit Wattlandschaften habe. Die Sandbank wurde erst in den 1890er Jahren entfernt, als Charles O’Connor den Hafen in Fremantle baute.
Später im März 1803 kam die Geographe mit einem anderen Schiff, der Casuarina nach Rottnest Island, vermutlich auf ihrem Rückweg nach Frankreich, aber sie hielten sich nicht mehr als einen Tag oder zwei Tage dort auf.
Der nächste Aufenthalt eines Weißen in der Region erfolgte durch den in Australien geborenen Entdecker Phillip Parker King im Jahr 1822 auf der Bathurst. King war der Sohn des früheren Gouverneur Philip Gidley King von New South Wales. Aber auch King war von diesem Gebiet als Siedlungsgebiet nicht überzeugt.

## Koloniegründung
Der Gründungsvater des modernen Western Australia war James Stirling, der 1827 das Gebiet des Swan River mit der HMS Success erkundete und als erster Europäer an der Rottnest Island und später im Cockburn Sound landete. Mit ihm kam auch Charles Frazer aus New South Wales dorthin, der aufgrund seiner Beurteilung des Gebietes als Botaniker den Ausschlag für eine Besiedlung gab.

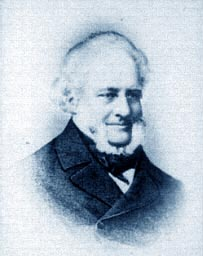
Admiral Sir James Stirling

Die erste Entdeckung der Kolonie begann am 8. März mit einem Kutter und seiner Mannschaft, die sich ab dem 13. März an Land begab. Im späten März segelte die HMS Success zurück nach Sydney und kam dort am 15. April an. Stirling reiste anschließend nach Großbritannien, wo er im Juli 1828 ankam, um das landwirtschaftliche Potential einer Swan River Colony vorzustellen. Sein wichtigstes Anliegen war das Werben für eine freie Besiedlung, nicht etwa eine Errichtung einer Kolonie wie die von New South Wales, Port Arthur und Norfolk Island durch Sträflinge, sondern die Gründung einer Kolonie im Gebiet des Swan River mit ihm als Gouverneur. Das Ergebnis dieser Berichte und das Gerücht in London über die Errichtung einer Kolonie durch Frankreich in den westlichen Gebieten Australiens, möglicherweise an der Shark Bay, stimmte das Colonial Office (die britische Kolonialregierung) um und stimmte seinem Vorschlag Mitte Oktober 1828 zu.
Im Dezember 1828 reservierte der Staatssekretär der Kolonialregierung, George Murray, Land für die Krone, für die Verwaltung, für Ausbildungszwecke und reservierte Regierungsland an der Küste: “The most cursory exploration had preceded the British decision to found a colony at the Swan River; the most makeshift arrangements were to govern its initial establishment and the granting of land; and the most sketchy surveys were to be made before the grants were actually occupied. A set of regulations were worked out for distributing land to settlers on the basis of land grants.”
Verhandlungen über eine private Besiedelung der Kolonie durch ein Konsortium von vier Personen wurden ebenso begonnen, darunter Potter McQueen, ein Mitglied des Parlaments, der bereits Eigentum über einen Landstrich in New South Wales besaß, und Thomas Peel. Das Konsortium zog sich zurück, als die Kolonialregierung die Zustimmung verweigerte, die Kolonie durch unabhängige Siedler in ausgesuchtem Land zu erschließen. Thomas Peel akzeptierte die Forderung der Kolonialregierung und erhielt alleine die Zusage über 2,000 km² Land unter der Bedingung, dass er dort bis zum 1. November 1829 mit 400 Siedlern anzukommen hatte. Er kam nur mit 300 Siedlern und etwa sechs Wochen verspätet, erhielt aber dennoch 1000 km² Land.

## Verlauf der frühen Besiedlung
| Swan River Colony: Schiffslandungen seit 1829 | Swan River Colony: Schiffslandungen seit 1829 |
| --------------------------------------------- | --------------------------------------------- |
| 25. April                                     | HMS Challenger (Charles Fremantle)            |
| 31. Mai                                       | Parmelia (Stirling)                           |
| 6. Juni                                       | HMS Sulphur                                   |
| 5. August                                     | Calista                                       |
| 6. August                                     | Saint Leonard                                 |
| 23. August                                    | Marquis of Anglesea                           |
| 19. September                                 | Thompson                                      |
| 21. September                                 | Amity                                         |
| 5. Oktober                                    | Georgiana                                     |
| 9. Oktober                                    | Ephemina                                      |
| 12. Oktober                                   | Orelia                                        |
| 12. Oktober                                   | Cumberland                                    |
| 12. Oktober                                   | Caroline                                      |
| 7. Oktober                                    | Governor Phillip                              |
| 19. Oktober                                   | Atwick                                        |
| 23. Oktober                                   | Lotus                                         |
| 31. Oktober                                   | Admiral Gifford (Schiff)                      |
| 11. November                                  | Lion                                          |
| 14. November                                  | Dragon                                        |
| 28. November                                  | HMS Success                                   |
| 15. Dezember                                  | Gilmore Thomas Peel                           |
| Quelle:                                       |                                               |

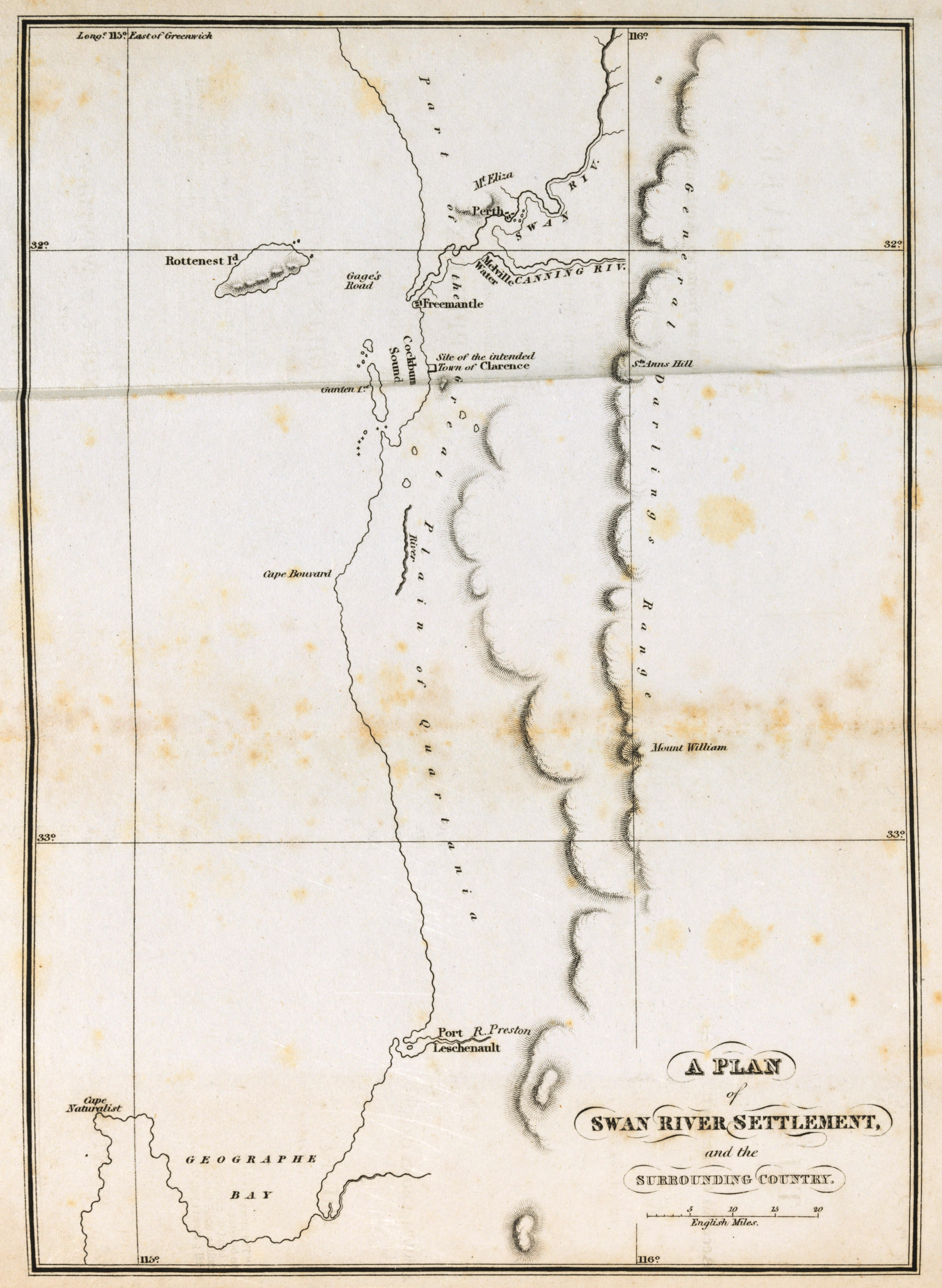
Karte der Swan-River-Siedlung mit umgebenden Land (1831)

Das erste Schiff, das die Besiedlung der Swan River Colony einleitete, war die Challenger.  Nach der Landung auf Garden Island im Cockburn Sound am 25. April 1829 erklärte Captain Charles Fremantle am 2. Mai 1829 das Gebiet zur Swan River Colony und nahm es für Großbritannien in Anspruch.
Die Parmelia kam mit Stirling und seiner Mannschaft am 31. Mai an und die Sulphur am 8. Juni. Drei Handelsschiffe trafen kurz darauf ein, die Calista am 5. August, die St Leonard am 6. August und die Marquis of Anglesea am 23. August.
Eine Reihe von Unfällen hätte fast zur Aufgabe der Expedition geführt. Die Challenger und Sulphur liefen beide auf Felsen, als sie in den Cockburn Sound segelten; sie konnten ohne große Schäden wieder schiffstüchtig gemacht werden. Die Parmelia unter dem Kommando von Stirling lief ebenso auf Grund, verlor ihr Ruder und beschädigte ihren Kiel schwer, was umfangreiche Reparaturen erforderte. Als der Winter einsetzte, waren die Siedler gezwungen, auf Garden Island zu landen. Schlechtes Wetter und die erforderlichen Reparaturen bedeuteten, dass Stirling  das Festland erst am 18. Juni erreichen konnte, und die verbleibenden Siedler erst im frühen August. Im frühen September ereignete sich ein weiterer schwerwiegender Unfall, als die Marquis of Anglesea an der Küste landen wollte, in einen Sturm geriet und derart beschädigt wurde, dass sie nicht repariert werden konnte.
Der erste Bericht über die Koloniegründung erreichte Großbritannien im späten Januar 1830, in dem die schlechten Bedingungen und das Land für eine Landwirtschaft als ungeeignet beschrieben wurden. Der Bericht ging soweit in seiner Aussage, dass die Siedler dem Hungertod nahe gewesen seien und  die Kolonie aufgegeben worden sei, was jedoch nicht stimmte. Als Ergebnis dieses Bericht entschieden sich viele Menschen, die eine Auswanderung planten, nach Kapstadt oder New South Wales auszusiedeln.
Trotzdem kamen einige Siedler in das Gebiet des Swan Rivers und weitere Vorräte wurden an sie geschickt. 1832 betrug die Anzahl der Siedler etwa 1.500 Menschen und die der Aborigines 15.000, die Anzahl der Aborigines im Südosten basiert allerdings auf Schätzungen. Als zur Klärung des Weizenanbaus im Jahr 1850 eine Zählung der europäischen Bevölkerung in dem Gebiet erfolgte, waren es lediglich 5.886 Europäer. Die europäische Bevölkerung siedelte damals hauptsächlich entlang der südwestlichen Küstenlinie bei Bunbury, Augusta und Albany.

Aufgrund des fatalen Scheiterns der privaten Entwicklung einer staatlichen Kolonie durch Thomas Peel und der neuen frühkapitalischen Koloniepolitik polemisierte Karl Marx in einer Auseinandersetzung über die moderne Kolonisationstheorie mit dem britischen Kolonialpolitiker Edward Gibbon Wakefield in seinem Buch Das Kapital: 

„Zunächst entdeckte Wakefield in den Kolonien, daß das Eigentum an Geld, Lebensmitteln, Maschinen und andren Produktionsmitteln einen Menschen noch nicht zum Kapitalisten stempelt, wenn die Ergänzung fehlt, der Lohnarbeiter, der andre Mensch, der sich selbst freiwillig zu verkaufen gezwungen ist. Er entdeckte, daß das Kapital nicht eine Sache ist, sondern ein durch Sachen vermitteltes gesellschaftliches Verhältnis zwischen Personen. Herr Peel, jammert er uns vor, nahm Lebensmittel und Produktionsmittel zum Belauf von 50.000 Pfd. St. aus England nach dem Swan River, Neuholland, mit. Herr Peel war so vorsichtig, außerdem 3.000 Personen der arbeitenden Klasse, Männer, Weiber und Kinder mitzubringen. Einmal am Bestimmungsplatz angelangt, ‚blieb Herr Peel, ohne einen Diener, sein Bett zu machen oder ihm Wasser aus dem Fluß zu schöpfen‘. Unglücklicher Herr Peel, der alles vorsah, nur nicht den Export der englischen Produktionsverhältnisse nach dem Swan River!“